# Pedra do Cão Sentado
A Pedra do Cão Sentado é um monumento natural considerado símbolo da cidade de Nova Friburgo. É uma das mais notáveis formações rochosas do parque de Furnas do Catete, situado na zona norte.

## História
Situada à margem da Rodovia Nova Friburgo - Bom Jardim, encontra-se em extensa área, com altitude máxima em torno de 1.111 metros. É um conjunto de grutas e blocos de rochas superpostas que criam formas deslumbrantes. O ponto mais elevado é a Pedra do Cão Sentado, formação que se assemelha a um cão de guarda, com 100m de altura. Para atingi-lo o visitante percorre aproximadamente 1 km, ultrapassando 12 pontes e rústicas escadas.
Esse ponto turístico foi originado a partir de eventos erosivos que desgastaram a rocha e levaram à formação da feição que hoje se assemelha a um cão.
Um coronel chamado José Augusto Zebende comprou essas terras, local em que alguns de seus amigos padres gostavam de frequentar. Na época eles ouviram muitas vezes os empregados falarem sobre uma pedra que havia no alto da propriedade, que sua forma lembrava um cão sentado. Os padres então resolveram conhecer a pedra e constataram que era verdade.
No ano de 1959 eles localizaram o governador Roberto Silveira, que de helicóptero fotografou toda área, selando um acordo com o coronel Zebende, tombando essa área para o estado, o qual desde esta época foi reconhecido como ponto turístico.
Em 1960 o governador Roberto Silveira iniciou as obras do Parque Furnas do Catete, mas infelizmente morreu em um desastre de helicóptero na cidade de Petrópolis, na Serra dos Órgãos, sendo paralisadas as obras. Seu substituto, o governador Celso Peçanha, recomeçou as obras com a comissão de turismo de Nova Friburgo.
O Parque foi inaugurado em 1962 e interditado em dezembro de 2002 pela Turisrio, por falta de infra-estrutura e total estado de abandono.
Em 1993 uma mobilização dos excursionistas evitou que a cabeça do Cão rolasse. Uma grande raiz que se desenvolvia na altura do pescoço do Cão, estava forçando a cabeça, com um composto químico e muito esforço dos alpinistas o problema foi solucionado.
Durante todos estes anos a Flumitur (hoje Turisrio), foi a responsável pelo Parque Furnas do Catete, contratando Altir Xavier Forny, que trabalhou no Parque por 36 anos sem verbas para reformas, só contando com o ingresso para custear a manutenção do Parque.
Em julho de 2003 o Parque foi privatizado pelo empresário Ronaldo de Amorim, através de uma parceria com os governos Estadual (Turisrio) e Municipal (PMNF), na gestão da prefeita Saudade Braga.
Foram executadas obras de dragagem e contenção do lago que ganhou mais profundidade, reformas das escadas e corrimões, construção de dois banheiros, sala de primeiros socorros, guarita com roleta, lanchonete, sede nova, playground, entre outras.

## Caracteristicas
É uma caminhada bastante agradável e fácil e os trechos mais difíceis contam com passarelas e escadas de madeira com corrimão dos dois lados. Para percorrer a trilha, que dura cerca de quarenta minutos, não é preciso a ajuda de guias – basta seguir a sinalização. Furnas do Catete absorve grande demanda turística, principalmente nos meses de verão, fins de semana e feriados.
No parque encontramos lagos, paredões de pedra e grutas exóticas e pitorescas onde se destacam: Toca da Onça, Igrejas dos Macacos, Salão do Escoteiro, Pico do Charuto, Furnas Vinte Minutos, Quilha do Navio, Pia Sagrada, além do Cão Sentado. Junto ao porão de acesso ao local há um lago circundado por belas formações rochosas, jardins e um quiosque próprio para lanches, refeições e piqueniques.
Uma das atrações da subida é a Pia Sagrada, um pequeno lago que existe entre as rochas e que não seca nunca. “Pode ter sol ou chuva que sempre tem água”, afirma o diretor do parque, Ronaldo de Amorim.
Muitos caminhos foram abertos para que os turistas tivessem o privilégio de conhecer estas inúmeras grutas, cavernas e a imensa flora e fauna, com espécies variadas de bromélias, orquídeas, e animais silvestres como cachorro do mato, gato do mato e mico, entre outros. Há também espécies variadas de pássaros e,claro, a atração principal, o “Cão Sentado”, cartão postal de Nova Friburgo, com seus 100 metros de altura.